# José Vega Lago
José Vega Lago (Vigo, 4 de octubre de 1904-ibídem, 30 de enero de 1981) fue un futbolista español que jugaba en la demarcación de centrocampista.

## Selección nacional
Fue convocado por primera vez por el seleccionador Amadeo García de Salazar para jugar con la selección de fútbol de España el 26 de abril de 1936 para jugar un partido contra Checoslovaquia, aunque no llegó a disputar ningún minuto. Finalmente el 3 de mayo de 1936 hizo su debut contra Suiza. El encuentro finalizó con un resultado de 0-2 a favor del combinado español tras los goles de Isidro Lángara y Simón Lecue.

## Clubes
| Club          | País   | Año         |
| ------------- | ------ | ----------- |
| Celta de Vigo | España | 1926 - 1936 |

## Palmarés

### Campeonatos nacionales
| Título                     | Club          | País   | Año  |
| -------------------------- | ------------- | ------ | ---- |
| Segunda División de España | Celta de Vigo | España | 1936 |